# Кигачёв, Никифор Васильевич
Никифор Васильевич Кигачёв (13 марта 1896—?) — русский сказитель.

## Биография
Родился в семье крестьянина д. Гаршина Гора. Участник Первой мировой войны, был тяжело ранен.
Батрачил, своего дома не имел, в 27 лет, по его словам, задумал «замуж выйти, женился в приёмыши».
В советское время — колхозник колхоза "Заря Утра" в д. Тубозере. Грамотен.
Записано 39 текстов былин, сказок, сказов.
Был весёлым человеком, обладал незаурядным умом, хорошо пел. Эпические тексты перенял как из устной традиции, так и из книг.
Имел и свои сочинения — сказы о Красной Армии, о Кирове, о герое-пограничнике Зырянове.
Согласно воспоминаниям односельчан, после возвращения со съезда карельских сказителей в 1939 году, был арестован органами НКВД в 1941 г. Дальнейшая судьба неизвестна. 
В архиве Карельского филиала АН СССР сохранились шесть его сказок, записи его голоса — былины «Рахта Рагнозерский», «Сухман».

## Сочинения
- Про Рахту Рагнозерского / записана от Н. В. Кигачева // На рубеже. — 1940. — N1. — С.28-33
- Былина про Рахту Рагнозерского: Записана от Н. В. Кигачева // Карелия в художественной литературе. — Петрозаводск, 1940. — С.254-260
- Кигачев Н. В. Цыган и змей. Русские народные сказки Пудожского края. Петрозаводск: «Карелия», 1982.
- Кигачев Н. В. Разгром Деникина // Былины Пудожского края. Петрозаводск, 1941. С.377.
- Кигачев, Никифор Васильевич. Про бойца Зырянова [Текст] : [былина] / Н. В. Кигачев; ил. Михаила Гавричков. — Санкт-Петербург : Красный матрос. 2012. — ISBN 978-5-4386-0079-4
- Кигачев, Н. В. Разгром Деникина / Н. В. Кигачев / Миллер, Фрэнк. Сталинский фольклор [Text] / Ф. Миллер; пер. Л. Н. Высоцкий; авт. пердисл. У. Э. Харкинс. — СПб. : Академический проект : ДНК, 2006.